# Adelaide Tosi
Adelaide Tosi (Milano, 20 maggio 1800 – Napoli, 27 marzo 1859) è stata un soprano italiano.
Figlia di un celebre avvocato, studiò con Girolamo Crescentini prima di debuttare nella città natale nel 1821. Interpretò il personaggio di Azema nella prima rappresentazione de L'esule di Granata di Giacomo Meyerbeer al Teatro alla Scala il 12 marzo 1822. Il 7 aprile 1828, interpretò Bianca nella Bianca e Fernando di Vincenzo Bellini per l'inaugurazione del Teatro Carlo Felice di Genova. Tornò nello stesso teatro più avanti nella stagione per cantare nel ruolo di Palmira in Le siège de Corinthe di Gioachino Rossini. Quindi cantò in tre prime rappresentazioni di opere di Gaetano Donizetti al Teatro San Carlo di Napoli: L'esule di Roma nel 1828 (Argelia), Il paria nel 1829 (Neala), e Elisabetta al castello di Kenilworth ancora del 1829 (Elisabetta). Il 21 agosto 1836 interpretò ancora un ruolo donizettiano in una prima rappresentazione: fu la protagonista di Betly, al Teatro Nuovo di Napoli. Sposatasi a Milano il 2 maggio 1823 con il conte Ferdinando Lucchesi Palli (Palermo 2.4.1784-Napoli 4.3.1847), si ritirò con lui a Napoli; rimasta vedova, morì nel 1859.
Del 23 agosto 1852 è il suo tutt'ora fondamentale resoconto ed analisi estetico-critico del Triplo Oratorio di Pietro Raimondi, compositore con cui aveva collaborato nel 1825 cantando una parte nella sua opera Il Disertore.

## Ruoli creati
- Azema ne L'esule di Granata di Meyerbeer (12 marzo 1822, Milano)
- Cleofide in Alessandro nelle Indie di Pacini (29 settembre 1824, Napoli)
- Astartea in Zadig ed Astartea di Vaccaj (21 febbraio 1825, Napoli)
- Arsinoe ne Gl'italici e gl'indiani di Carafa (4 ottobre 1825, Napoli)
- Ottavia ne L'ultimo giorno di Pompei di Pacini (19 novembre 1825, Napoli)
- Il ruolo del titolo in Ipermestra di Mercadante (29 dicembre 1825, Napoli)
- Argelia ne L'esule di Roma di Donizetti (1º gennaio 1828, Napoli)
- Neala ne Il paria di Donizetti (12 gennaio 1829, Napoli)
- Elisabetta in Elisabetta al castello di Kenilworth di Donizetti (6 luglio 1829, Napoli)
- Berta ne I normanni a Parigi di Mercadante (7 febbraio 1832, Torino)
- Il ruolo del titolo in Caterina di Guisa di Coccia (14 febbraio 1833, Milano)
- La Duchessa di Nottingham ne Il conte di Essex di Mercadante (10 marzo 1833, Milano)